# 하시모토 치카라
하시모토 치카라(일본어: 橋本 力, 1933년 10월 20일 ~ 2017년 10월 11일)는 일본의 프로 야구선수, 영화배우이다.

## 출연 작품

### 영화
- 《이소룡과 쿵후 매니아》 (1992년)
- 《정무문》 (1972년) - 스즈키 히로시 역
- 《다이마진 이카루》 (1966년) - 이케나가 슌페이/마진 역
- 《다이마진》(1966년) - 마진/미수 역